# Andy Samberg
Andrew David Samberg (nascido David A. J. Samberg) ou Andy Samberg (Berkeley, 18 de agosto de 1978) é um ator, comediante, produtor e músico norte-americano. Tornou-se conhecido pelo seu trabalho como escritor e ator do humorístico no Saturday Night Live entre 2005 e 2012 e por ser membro do grupo de comédia The Lonely Island, ao lado de seus colegas de grupo Akiva Schaffer e Jorma Taccone . Venceu alguns dos mais importantes prémios da televisão como o Emmy e o Golden Globes.
No cinema, protagonizou os filmes Hot Rod (2007); Celeste e Jesse Para Sempre (2012); Este é o meu Garoto (2012), com Adam Sandler; Popstar: Never Stop Never Stopping (2016) e Palm Springs (2020).
Venceu o Emmy de Melhor Música e Letra Original em 2007, com a música Dick in a Box, e o Globo de Ouro de Melhor Ator em Série de Comédia de 2013, pelo papel como detetive Jake Peralta, na série de comédia Brooklyn Nine-Nine.

## Biografia
Nascido em Berkeley, Califórnia, com o nome de David A. J. Samberg, mudou seu nome para Andrew David por conta própria aos cinco anos de idade. É filho de Marjorie (Margie), educadora infantil, e Joe Samberg, fotógrafo. Ele tem duas irmãs mais velhas, Darrow e Johanna, e vem de uma família judaica, apesar de nunca ter se considerado particularmente religioso.
Samberg tem ascendência russa, polonesa e italiana. Sua mãe é filha adotiva do autor e psicólogo do trabalho Alfred J. Marrow. No programa Finding Your Roots with Henry Louis Gates Jr. da PBS, Samberg descobriu que sua avó materna biológica, Ellen Philipsborn, era uma artista judia da Alemanha, que se mudou para os Estados Unidos junto da família nos anos 30, refugiada do regime nazista. Seu avô biológico materno, Salvatore Maida, era um italiano católico, da região da Sicília.
Seu interesse e fascínio por comédia surgiram ainda na infância, quando viu o Saturday Night Live na televisão. Samberg foi colega de turma de Chelsea Peretti no ensino fundamental, com quem contracenaria no futuro, em Brooklyn Nine-Nine. Conheceu Akiva Schaffer e Jorma Taccone, seus futuros parceiros de The Lonely Island, na escola pública de Berkeley, onde estudaram. O trio tinha o hábito de escrever pequenos sketches e apresentá-los para os amigos e colegas de classe. Na época, se interessava por aulas de escrita criativa, que acabaram guiando seu interesse por roteiro e comédia.
Samberg estudou na Universidade da Califórnia em Santa Cruz entre 1996 e 1998, mas transferiu seu curso para a Universidade de Nova Iorque (NYU), onde se formou em Cinema na turma de 2000.

## Carreira

### Início e The Lonely Island
Por volta de 2001, Samberg se juntou a seus amigos Akiva Schaffer e Jorma Taccone e formou o grupo de humor The Lonely Island. Na época, era possível baixar os curtas e esquetes do trio no site TheLonelyIsland.com e repassá-los por e-mail. Após o surgimento do YouTube, o grupo alcançou sucesso viral.

### Saturday Night Live
Após o sucesso viral do The Lonely Island na internet, Akiva Schaffer e Jorma Taccone foram contratados como roteiristas do Saturday Night Live, enquanto Samberg passou a integrar o elenco de atores do programa.
O grupo foi responsável por escrever e popularizar os SNL Digital Shorts - esquetes e clipes pré-gravados e produzidos para a internet que também iam ao ar na televisão. Em dezembro de 2005, o curta digital Lazy Sunday se tornou um fenômeno viral na internet e atingiu um milhão de downloads apenas um dia após sua exibição na NBC. Dick in a Box, um dueto com Justin Timberlake, rendeu ao The Lonely Island um Emmy de Melhor Música e Letra Originais no ano de 2007. O primeiro disco do grupo, Incredibad, foi lançado em 2009.
Samberg fez parte do elenco do SNL até 2012, e retornou ao programa em duas ocasiões: em 2014, como apresentador convidado, e no Curta Digital especial de 40 anos do programa.

### Cinema e televisão
Samberg fez diversas participações em filmes, comerciais e séries, como Arrested Development e Parks and Recreation, e protagonizou seu primeiro longa-metragem, Hot Rod, em 2007. Apresentou o MTV Movie Awards no ano de 2009, e, no ano de 2012, protagonizou Celeste and Jesse Forever, ao lado de Rashida Jones, e That's My Boy, com Adam Sandler, além de dublar o personagem Jonathan na franquia Hotel Transylvania.
Na televisão britânica, interpretou o personagem homónimo da série Cuckoo, da BBC Three, e retornou aos Estados Unidos no ano seguinte para interpretar o detetive Jake Peralta, personagem protagonista da comédia policial Brooklyn Nine-Nine, da FOX. Pela série, Samberg recebeu diversas indicações e prémios, entre elas o Globo de Ouro de Melhor Ator em Série de Comédia de 2013 e o American Comedy Awards de Melhor Ator de Comédia na Televisão.
Ao lado de Schaffer e Taccone, produziu e escreveu o longa Popstar: Never Stop Never Stopping (2016), interpretando o papel principal de Conner4real, um rapper com dificuldades de se manter no estrelato. Também produziu e atuou nos mocumentários esportivos 7 Days in Hell (2015) e Tour de Pharmacy (2017), ambos da HBO, além de The Lonely Island Presents: The Unauthorized Bash Brothers Experience, um especial de comédia exclusivo para a Netflix.
Em 2020, estrelou e produziu a ficção científica Palm Springs, dirigido por Max Barbakow e escrito por Andy Siara, ao lado de Cristin Milioti e J.K. Simmons. O filme estreou no Festival Sundance de Cinema em 26 de janeiro de 2020. Em julho do mesmo ano, foi lançado para streaming no Hulu, e em cinemas selecionados pela Neon. Por 69 centavos, Palm Springs quebrou o recorde e se tornou a venda mais alta de um filme lançado na história do Sundance. O filme teve avaliações positivas da crítica, foi eleito o Filme do Ano pela IGN e rendeu a Samberg os prémios de Critics' Choice Super Awards de Melhor Filme de Ficção Científica e Melhor Ator num Filme de Ficção Científica ou Fantasia.

## Vida pessoal
Samberg é casado com a compositora e multi-instrumentista Joanna Newsom. Samberg era um grande fã de Newsom e num dos seus concertos, Andy e Joanna foram apresentados pelo também comediante Fred Armisen, à época colega de Samberg no Saturday Night Live, ela também revelou ser fã do trabalho dele, tanto que quando o viu, ela disse "Oh My God, you are Steve, the cunt guy". Numa entrevista Joana disse que assim que eles se conheceram, pela maneira que ela o reconheceu e pelo que disse, ele viu corações de bolha à volta da cabeça dela. 
Os dois estiveram juntos durante 5 anos antes de se casarem em setembro de 2013 em Big Sur, Califórnia, têm duas filhas, nascidas, respectivamente, em 2017 e 2022. A sua esposa adoptou o último nome de Andy Samberg mas este afirmou que como ela já tinha uma carreira estabelecida com o seu nome de solteira, para efeitos "públicos", Joanna continua conhecida a ser referida como antes.
Em março de 2014, Samberg e Newsom compraram a propriedade Moorcrest em Beachwood Canyon, Los Angeles. A casa pertenceu aos pais de Mary Astor na década de 1920 e também foi alugada por Charlie Chaplin.

## Filmografia
| Ano             | Título                                    | Papel                          | Tipo             | Nota                             |
| --------------- | ----------------------------------------- | ------------------------------ | ---------------- | -------------------------------- |
| 2005            | Saturday Night Live                       | Vários personagens             | Programa         | Ator/Roteirista                  |
| 2007            | Hot Rod                                   | Rod Kimble                     | Filme            | Ator/Produtor                    |
| 2008            | Space Chimps                              | Ham III                        | Filme            | Dobragem                         |
| 2008            | Nick & Norah - Uma Noite de Amor e Música | Morador de Rua                 | Filme            | Ator                             |
| 2009            | Eu Te Amo, Cara                           | Robby Klaven                   | Filme            | Ator                             |
| 2009            | MTV Movie Awards                          |                                | TV               | Apresentador                     |
| 2009            | Bollywood Hero                            | Ele mesmo                      | TV               | Participação                     |
| 2009            | Tá Chovendo Hamburguer                    | Brent                          | Filme            | Dobragem                         |
| 2009            | Yo Gabba Gabba!                           | Ele mesmo                      | Programa         | Participação                     |
| 2009            | Space Chimps 2                            | Ham III                        | Filme            | Dobragem                         |
| 2010            | Parks and Recreation                      | Carl Lorthner                  | 1 episódio       | Ator                             |
| 2011            | Amizade Colorida                          | Quincy                         | Filme            | Ator                             |
| 2011            | Qual o Seu Número                         | Gerry Perry                    | Filme            | Ator                             |
| 2012            | Este É o Meu Garoto                       | Todd Peterson/ Han Solo Berger | Filme            | Ator                             |
| 2012            | Hotel Transylvania                        | Jonathan                       | Filme            | Dobragem                         |
| 2012            | Celeste e Jesse Para Sempre               | Jesse Abrams                   | Filme            | Ator                             |
| 2012            | Portlandia                                | The Mixologist                 | Série            | Ator                             |
| 2012            | Gente Grande 2                            | Lavador de carro               | Filme            | Ator                             |
| 2012            | Diário De Uma Virgem                      | Van                            | Filme            | Ator                             |
| 2013 - 2021     | Brooklyn Nine-Nine                        | Jake Peralta                   | Série            | Ator / Produtor                  |
| 2015            | Hotel Transilvania 2                      | Jonathan                       | Filme            | Dobragem                         |
| 2016            | Popstar: Sem Parar, Sem Limites           | Conner4Real / Conner Friel     | Filme            | Ator / Produtor                  |
| 2017            | Siga Pela 10                              | Johnny                         | Filme            | Ator                             |
| 2017            | Lady Dynamite                             | Ele mesmo                      | TV (2 episódios) | Ator                             |
| 2018 - presente | Alone Together                            |                                | TV               | Produtor Executivo               |
| 2018            | Hotel Transilvania 3: Ferias Monstruosas  | Jonathan                       | Filme            | Dobragem                         |
| 2019            | Lonely Island e os Irmãos Bash            | José Canseco                   | Filme            | Ator / Produtor                  |
| 2019            | O Cristal Encantado: A Era da Resistência | O Herege                       | Série            | Dobragem                         |
| 2020            | Palm Springs                              | Nyles                          | Filme            | Ator / Produtor                  |
| 2020            | Never Have I Ever                         | Ele mesmo/narrador             | 1 episódio       |                                  |
| 2022            | Hotel Transilvânia 4: Transformonstrão    | Jonathan                       | Filme            | Dobragem                         |
| 2023            | Digman!                                   | Rip Digman                     | Série            | Dobragem/Autor/Produtor/Escritor |
| 2023            | Lee                                       | Davy Scherman                  | Filme            |                                  |